# Club Sportif de Hammam-Lif
Der Club Sportif de Hammam-Lif (arabisch النادي الرياضي لحمام الأنف, DMG an-Nādī ar-Riyāḍī li-Ḥammām al-Anf), kurz CSHL, ist ein Fußballverein aus der nordtunesischen Küstenstadt Hammam-Lif. Der Klub spielt überwiegend in der ersten Liga und zählt zu den traditionsreichsten Vereinen Tunesiens.
In den späten 1940er und während der 1950er Jahre war der Klub das Maß aller Dinge im tunesischen Fußball, gewann mehrere nationale Titel und erreichte mehrfach weit fortgeschrittene Platzierungen bei internationalen Wettbewerben, darunter zwei Finalteilnahmen bei der Nordafrikanischen Fußballmeisterschaft.
Der Berg Djebel Boukornine, der auf dem Vereinswappen abgebildet ist, gibt auch dem Stadion seinen Namen und prägt das Stadtbild von Hammam-Lif maßgeblich.

## Geschichte
Der im Jahr 1944 gegründete Verein spielt in grün und weiß. Seine große Zeit hatte der Verein in den 1940er und 1950er Jahren, als mehrmals sowohl die tunesische Meisterschaft als auch der Pokal gewonnen werden konnte.
Die Heimspielstätte des CS Hammam-Lif ist das Stade Bou Kornine, das für 8000 Zuschauer ausgelegt ist. In der Saison 2008/09 musste der Verein allerdings ins Stade 7. November du Rades ausweichen, da die Haupttribüne des eigenen Stadions baufällig war und einzustürzen drohte. Der Verein, unter anderem auch durch Subventionen der Stadt, hat das Stadion renoviert und ausgebaut. Es bietet nun Platz für 15.000 Zuschauer.

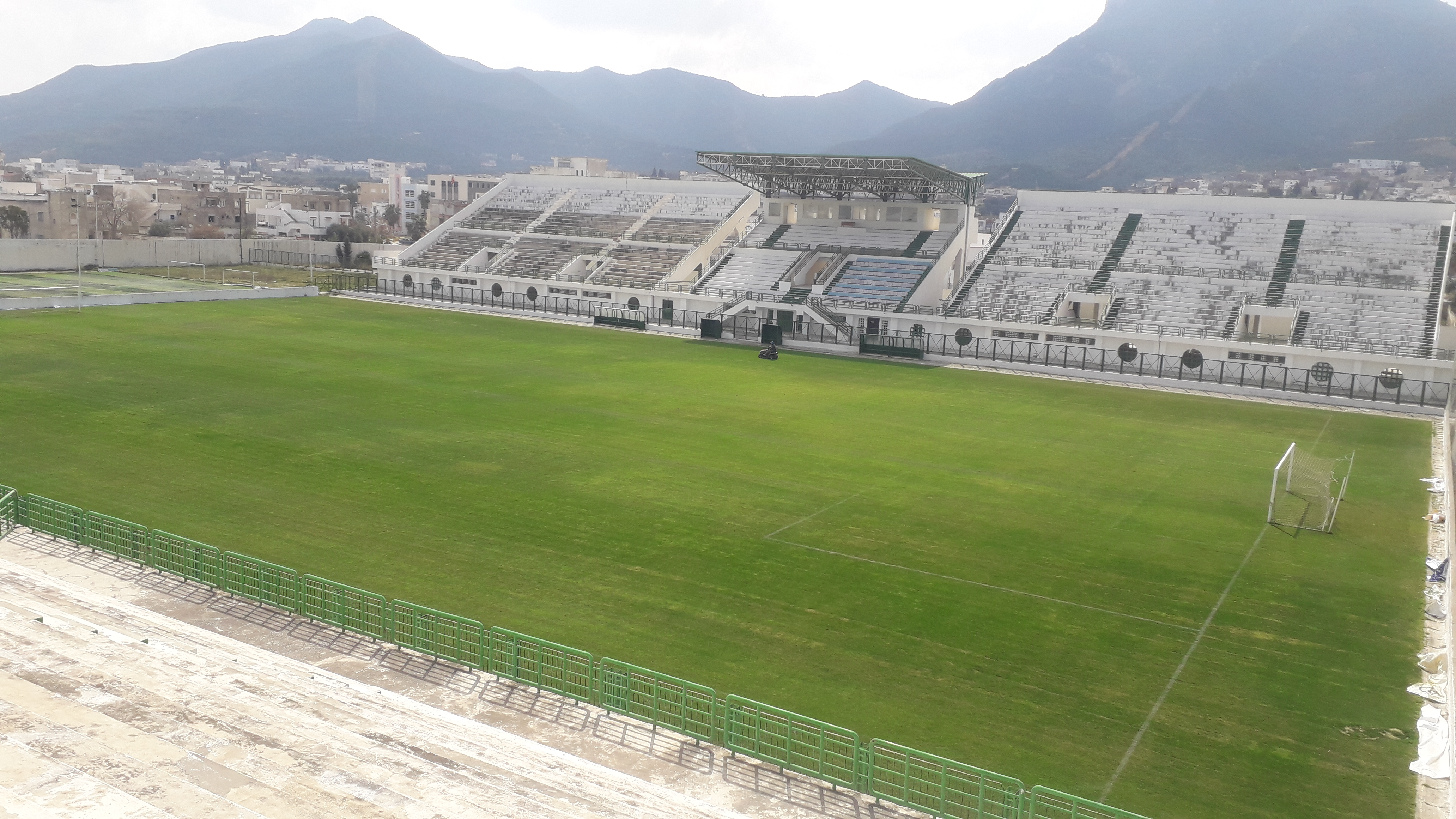
Heimstätte des Vereins

## Erfolge
| National | International |
| --- | --- |
| - Tunesische Meisterschaft (4) - Meister: 1951, 1954, 1955, 1956 - Tunesischer Pokal (9) - Sieger: 1947, 1948, 1949, 1950, 1951, 1954, 1955, 1985, 2001 - Finalist: 1964 - Tunesischer Supercup: (1) - Sieger: 1985 - Finalist: 2001 - Tunesischer Ligapokal - Finalist: 2007 - Zweite Liga (7) - Meister: 1950, 1964, 1972, 1997, 2000, 2018, 2021 | - Nordafrikanische Fußballmeisterschaft - Finalist: 1951, 1954 - Nordafrikanischer Fußballpokal - Halbfinalist: 1948, 1949 - Afrikanischer Pokal der Pokalsieger - Halbfinalist: 1986 |

## Statistik in den CAF-Wettbewerben
| Wettbewerb                    | Runde         | Gegner             | Hinspiel | Rückspiel           |  |
| ----------------------------- | ------------- | ------------------ | -------- | ------------------- |  |
|                               |               |                    |          |                     |  |
| African Cup Winners’ Cup 1986 | 1. Runde      |                    | Freilos  | Freilos             |  |
| African Cup Winners’ Cup 1986 | 2. Runde      | ASC Diaraf         | 1:2 (A)  | 1:0 (H)             |  |
| African Cup Winners’ Cup 1986 | Viertelfinale | Difaâ d’El Jadida  | 0:0 (A)  | 0:0 (4:3 n. E.) (H) |  |
| African Cup Winners’ Cup 1986 | Halbfinale    | AS Sogara          | 0:0 (H)  | 0:3 (A)             |  |
| African Cup Winners’ Cup 2002 | 1. Runde      | Polisi Sports Club | 2:0 (A)  | 7:0 (H)             |  |
| African Cup Winners’ Cup 2002 | 2. Runde      | Al-Mourada SC      | 0:2 (A)  | 0:1 (H)             |  |

## Ehemalige Spieler
- Mejri Henia (1945–1957)
- Abdelaziz Ben Tifour (1947–1948)
- Alphonse Cassar (1950–1954)
- Mokhtar Arribi (1955–1957)
- Temime Lahzami (1962–1970 und 1982–1984)
- Sirajeddine Chihi (1990–1993 und 2002–2005)
- Anis Ben Chouikha (1996–2013)
- Sofiène Melliti (2003–2004 und 2006–2007)
- Saber Khelifa (2008–2010)
- Seifeddine Jaziri (2013–2014)
- Ismaël Diakité (2013–2015)
- Khaled Melliti (2015–2016)

## Weitere Abteilungen des CS Hammam-Lif

### Basketball
Die Basketballabteilung des Club Sportif de Hammam-Lif spielte über viele Jahre auch in der höchsten tunesischen Liga und gewann mehrfach die Meisterschaft der zweiten Spielklasse.

### Handball
Die Handballabteilung wurde 1956 gegründet. In der Anfangszeit spielte das Team eine führende Rolle im tunesischen Handball und gewann 1966 die nationale Meisterschaft.